# Рупіт

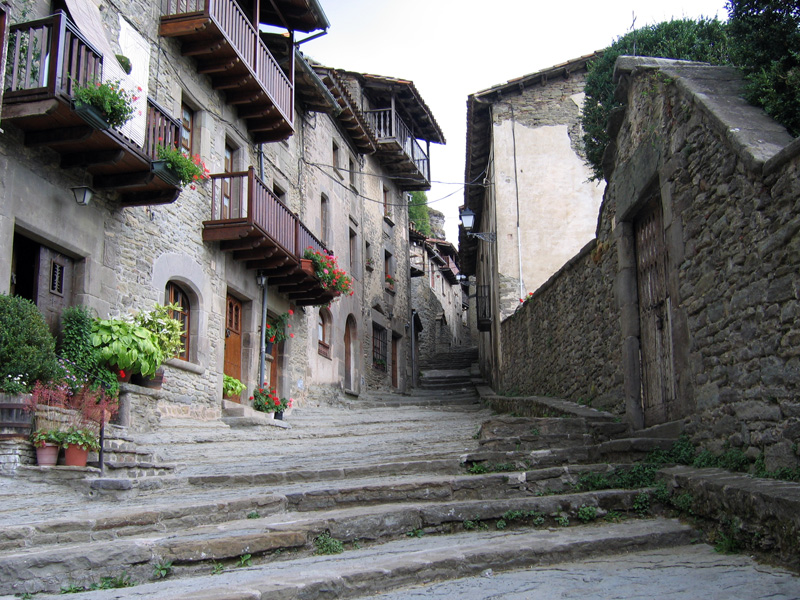
Вулиця в Рупіті.

Рупіт (офіційно частина муніципалітету Рупіт-і-Пруїт ) — село в графстві Осона, у субрегіоні Кольскабра, Каталонія, Іспанія. Знаходиться на висоті 822 м над рівнем моря, 98 км від Барселони. Популярний туристичний напрямок. Населення станом на 2021 р.  - 295 осіб.

## Історія
Існування церкви Сан-Хоан-де-Фабрегес і її замку є документально підтвердженими з 968 року. Церква, яка була головною у муніципалітеті, розташована близько 3 км від замку. У 12 столітті місто виросло навколо замку Рупіт. Знатні родини побудували нову церкву Сант Мікель, поряд зі своїми будинками. Зараз ця церква парафіяльна.
У 1959 році муніципалітет отримав офіційну назву Рупіт. У 1977 році хутір Пруіт був об'єднаний з селом Рупіт. І тепер він офіційно називається Rupit i Pruit.
За походженням і село Пруіт, і село Рупіт вже поділяли ту саму юрисдикцію під віконтом Осони . Згідно з традицією, він жив у замку Рупіт до переїзду в Кардону.
Нині Рупіт найбільше відомий як туристичне місто, завдяки своєму середньовічному вигляду, кам'яним будинкам і вулицям із натуральної скелі. Є також цікаві прогулянки та огляд визначних пам'яток навколо села та прилеглих скель.
«Рієра-де-Рупіт» — невелика річка, що протікає через Рупіт і утворює водоспад Саллент, коли зустрічається зі скелями. Є навісний міст, який забезпечує доступ до центру села.

## Географія
Рупіт розташований приблизно на висоті 868 метрів, біля "Рієра де Рупіт" (річка Рупіт) на частині невеликого скелястого пагорба. Стара частина села розташована на вузькому хребті над річкою, а деякі вулиці піднімаються на пагорб, досягаючи самої вершини пагорба, також є кілька нових будинків, побудованих біля річки та в дуже близькій долині позаду хребет. Приблизно 1 км по прямій лінії від села є скелі, а під ними є величезна долина, на дні якої є 2 великі греблі, Панта-де-Сау та Панта-де-Сускеда, де впадає річка Рупіт і водоспад "Саллент". Решта муніципалітету - це переважно невеликі рівні терасові поля, оточені пагорбами та невеликими горами. Є й інші невеликі струмки та ставки.

## Флора і фауна
Біля скель живуть такі птахи, як орел і єгипетський гриф.

## Пам'ятки
- Стара частина Рупіта з його вузькими середньовічними вуличками зі старими будинками та кам'яними вуличками.
- Романська церква Сан-Хоан-де-Фабрегес
- Церква Святого Лоренса Досмунта (близько 5 км від Rupit по дорозі до Vic на C-153)
- Церква Сант-Андреу-де-Пруіт (близько 3 км. від Рупіта)
- Церква Сант Мікель де Рупіт
- Святилище Ель-Фар (біля Рупіта, в муніципалітеті Сускеда, по дорозі в Олот на дорозі C-153)
- Водоспад Салент
- Висячий міст

## Клімат
Рупіт має середземноморський гірський клімат з теплим або жарким літом і холодною зимою, значно холоднішою, ніж на узбережжі, через висоту над рівнем моря та віддаленість від моря. Найбільше опадів випадає навесні та восени, але раптові зливи можуть виникати і влітку. Ці шторми, як правило, впливають на гірські райони, і їх важко передбачити. Сніг зазвичай випадає з листопада по квітень, але зазвичай не залишається надовго. Заморозки звичайні для більшості ясних ночей з жовтня до кінця квітня.

## Зовнішні посилання
- Pàgina web de l'Ajuntament
- Informació de la Generalitat de Catalunya
- Informació de l'Institut d'Estadística de Catalunya
- www.elscingles.org Associació Centre Cultural del Collsacabra - Revista ELS CINGLES de Collsacabra (каталонською)
- Calamplerupit.cat
- www.rupit.org

1. 1 2 3  Nomenclátor Geográfico de Municipios y Entidades de Población — 2024.
2. ↑  https://www.ine.es/dyngs/INEbase/es/operacion.htm?c=Estadistica_C&cid=1254736177010&menu=resultados&idp=1254734710990